# Godetia (Schiff, 1942)
HMS Godetia (K226) war eine britische Korvette der Flower-Klasse aus dem Jahr 1941, die im Zweiten Weltkrieg mit belgischer Besatzung und unter belgischer Flagge als Teil der Royal Navy Section Belge als Geleitschiff für Nachschubkonvois eingesetzt wurde. Ursprünglich wurde das Schiff Dart getauft, der Name nach Versenkung der ersten Flower-Klasse-Korvette namens Godetia (K72) jedoch geändert. Nach der Befreiung ihres Landes gab Belgien das Schiff an Großbritannien zurück. 1947 wurde die Godetia abgewrackt.

## Bau und technische Daten
Die Godetia wurde am 24. August 1940 beauftragt und bei John Crown & Sons Ltd in Sunderland am 15. Januar 1941 auf Kiel gelegt. Beim Stapellauf am 24. September 1941 erhielt sie den Namen Dart nach dem gleichnamigen Fluss Dart in Devon. Diesen Namen behielt sie nicht lange – noch vor der Indienststellung am 23. Februar 1942 wurde ihr Name in Godetia geändert – einer Sommerazalee („Godetia amoena“). Sie war nach dem Verlust der ersten Godetia (K72) am 6. September 1940 durch eine Kollision mit dem Frachter Marsa das zweite Schiff der Flower-Klasse mit diesem Namen.
Ihre Länge betrug 62,5 Meter, sie war 10,1 Meter breit und wies einen Tiefgang von maximal 4,15 Metern auf. Die Verdrängung betrug 925 Tonnen Standard und 1170 Tonnen maximal. Der Antrieb bestand aus einer Dreifach-Expansionsmaschine mit zwei Kesseln, die 2750 PS erzielten und auf eine Schraube wirkten. Damit erreichte sie eine Höchstgeschwindigkeit von 16,5 Knoten. Die Reichweite betrug bei 12 Knoten 3500 Seemeilen.
Als Bewaffnung trug sie am Bug ein 4-Zoll-Mk.IX-Geschütz (entspricht 102 mm), zwei 20-mm-Oerlikon-Kanonen sowie ein Hedgehog-Werfer, vier Mk.II-Wasserbombenwerfer und zwei Abwurfschienen für 40 Wasserbomben. Im Laufe des Krieges wurde die Bewaffnung den wechselnden Erfordernissen angepasst. Die Besatzungsstärke betrug 85 bis 109 Offiziere und Mannschaften.

## Geschichte

### Royal Navy Section Belge
Bereits vor der Indienststellung wurde die Godetia am 12. Februar 1942 der neugegründeten Royal Navy Section Belge (RNSB) übergeben. Diese bildete die Seestreitkräfte der „Freien belgischen Streitkräfte“. Die Besatzung bestand vor allem aus belgischen Fischern, die zuvor auf der Quentin Roosevelt ausgebildet worden war. Auch wenn das Schiff weiterhin zur Royal Navy gehörte, trug es die belgische Flagge.
Zunächst wurde die neue Besatzung für die Aufgaben in der Geleitzugsicherung trainiert. Dies geschah von Februar bis April 1942 im westlichen Schottland vor der Küste von Tobermory, dem Hauptort der Isle of Mull. Die Godetia wurde von Anbeginn ihrer Einsätze in der Geleitzugsicherung eingesetzt und trug zum Schutz von 70 Konvois bei – im Atlantik, an der amerikanischen Küste und der Karibik, im Mittelmeer und während der Operation zur alliierten Landung in der Normandie 1944.
1942 geleitete sie im April als erstes den Konvoi ON 87 von Liverpool nach New York, pendelte anschließend bis Juni zwischen New York und Niederländisch Westindien, von Juli bis August zwischen Trinidad, Aruba und Key West, im August und September zwischen Guantanamo nach New York. Im Dezember verließ sie die amerikanischen Gewässer, geleitete vom 28. Dezember 1942 bis 14. Januar 1943 den Geleitzug TMF 1 von Trinidad nach Gibraltar und erlebte ihren ersten Angriff deutscher U-Boote in der Atlantikschlacht.
Der aus neun Tankern bestehende Konvoi wurde von der „Escort Group 5“ begleitet, zu diesem Zeitpunkt bestehend aus dem Zerstörer Havelock und den Korvetten Pimpernel, Saxifrage und der Godetia. Nachdem am 28. Dezember eine Catalina der VP-53 aus Trinidad das deutsche U-Boot U 124 entdeckt und gemeldet hatte, gelang es der Godetia, das Boot zum Abtauchen zu zwingen und damit vom Angriff abzuhalten. Wenige Tage später, am 3. Januar 1943, entdeckte U 514 den Konvoi und beschädigte den Tanker British Vigilance, der später von U 105 versenkt wurde. Weitere U-Boote wurden an den Konvoi herangeführt, von denen die Godetia am 9. Januar zuerst U 575 am Angriff hinderte und anschließend U 134 durch Wasserbomben beschädigte. Am 11. Januar rettete sie nordwestlich der Kanarischen Inseln die Überlebenden des Tankers British Dominion und brachte sie nach Gibraltar.
1943 ging es am 17. Januar weiter mit der Sicherung des Geleitzuges MKS 5 von Bougie in Algerien nach Liverpool. Dort verbrachte die Godetia drei Wochen für Reparatur- und Instandhaltungsarbeiten. Anschließend sicherte sie von Februar bis Juni mit der „Escort Group 5“ Konvois zwischen Liverpool und New York bzw. Halifax. Dabei rettete sie am 17. März die Besatzung des Trawlers HMS Campobello, der zuvor durch Eisgang auf dem St.-Lorenz-Strom beschädigt worden war, am 18. März die Überlebenden der Frachter Port Auckland und Zouave, die durch U 305 torpediert worden waren. Am 24. Juni begleitete sie den Konvoi KMS 18B vom Clyde in Großbritannien ins Mittelmeer zur Operation Husky, der alliierten Invasion auf Sizilien, und kam dort rechtzeitig zum Beginn der Invasion am 10. Juli an. Weitere Geleitzugsicherungen führten im Juli/August von Hampton Roads nach Port Said, zurück von Gibraltar zum Rendezvous mit dem Konvoi SL 135 aus Freetown nach Großbritannien. Im September ging es in Greenock erst einmal in die Werft. Im Oktober beteiligte sie sich an der „Operation Alacrity“, der Einrichtung alliierter Luftwaffenbasen auf den portugiesischen Azoreninseln Faval und Terceira. Die Godetia gehörte erneut der Escort Group 5 als Sicherungsgruppe an. Ab November ging es wieder auf die Atlantikroute von Liverpool nach Neuengland an die amerikanische Ostküste und zurück.
Das Jahr 1944 begann mit umfassenden Reparaturen, die bis Ende April dauerten. Ab April trainierte sie für die alliierte Landung in der Normandie. Nach Beginn der Landung am 6. Juni 1944 geleitete sie bis September Nachschubkonvois von England zum Kontinent. Am 16. Dezember 1944 gaben die Belgier die Godetia im Marinehafen West Hartlepool in Schottland an die Royal Navy zurück, da sie ihre Besatzung zur Sicherung der befreiten belgischen Häfen einsetzte.

### Royal Navy und Verbleib
Nach der Rückgabe nutzte die Royal Navy die Godetia mit einer britischen Besatzung weiter und setzte sie wieder zur Geleitzugsicherung ein. Zwischen Februar und Mai 1945 eskortierte sie 18 Konvois an der britischen Küste zwischen Milford Haven in Wales und Southend in Essex an der Themsemündung. Im Oktober 1945 wird sie aus dem Flottenregister gestrichen. Am 22. Mai 1947 wurde das Schiff schließlich verkauft und anschließend in Grays abgewrackt.